# تپه کوتلان ۲
تپه کوتلان ۲ مربوط به هزاره اول و ۲ قبل از میلاد است و در شهرستان ارومیه، بخش مرکزی، دهستان روضه چای، روستای کوتلان واقع شده و این اثر در تاریخ ۲۵ آبان ۱۳۸۷ با شمارهٔ ثبت ۲۳۵۰۹ به‌عنوان یکی از آثار ملی ایران به ثبت رسیده است.